# James Prinsep
James Prinsep (20 agosto 1799 – Londra, 22 aprile 1840) è stato un numismatico, orientalista, chimico e antiquario inglese.
È stato l'editore e fondatore del Journal of the Asiatic Society of Bengal ed è ricordato soprattutto per aver decifrato le scritture Kharosthi e Brahmi dell'antica India. Studiò, documentò e illustrò molti aspetti della numismatica, della metallurgia, della meteorologia oltre a perseguire la sua carriera in India come direttore di saggio dei metalli presso la zecca di Benares.

## Biografia

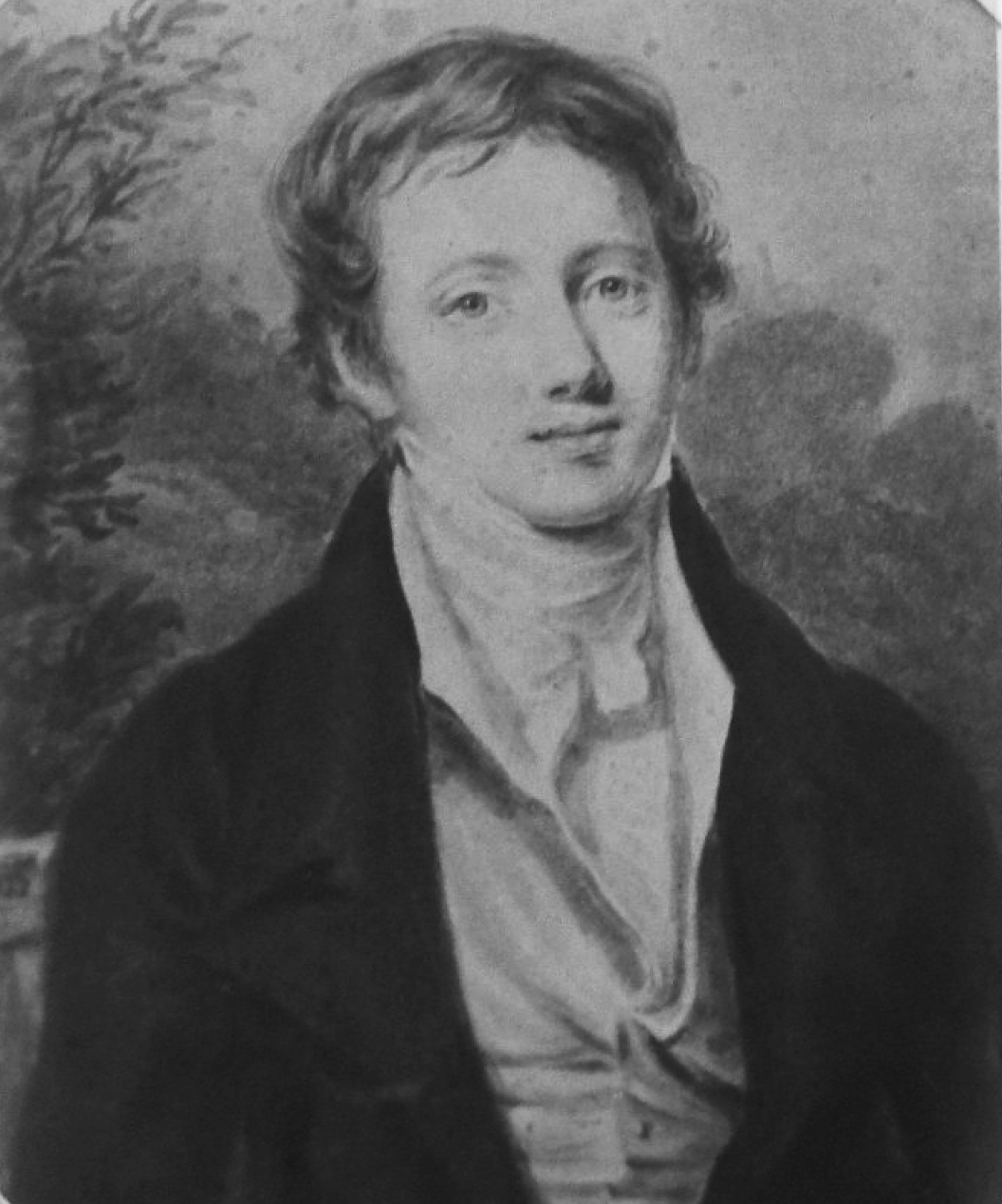
Ritratto del giovane James disegnato da sua sorella Emily

James Prinsep era il settimo figlio di John Prinsep (1746-1830) e di sua moglie, Sophia Elizabeth Auriol (1760-1850). Il padre andò in India nel 1771 quasi senza soldi e divenne un coltivatore di indaco di successo. Tornò in Inghilterra nel 1787 con una fortuna di 40.000 sterline e si affermò come mercante delle Indie Orientali. Si trasferì a Clifton nel 1809 dopo aver subito delle perdite. Le sue conoscenze lo aiutarono a trovare lavoro a tutti i suoi figli e diversi membri della famiglia raggiunsero posizioni elevate in India. John Prinsep in seguito divenne un membro del Parlamento. James inizialmente andò a studiare in una scuola a Clifton gestita da un certo Mr. Bullock, ma imparò di più a casa, dai suoi fratelli maggiori. Mostrò un talento per il disegno e l'invenzione meccanica e questo lo portò a studiare architettura sotto il talentuoso ma eccentrico Augustus Pugin, ma con il peggioramento della salute, a causa di un'infezione agli occhi, non fu in grado di intraprendere la professione di architetto. Suo padre sapeva di un'apertura nel dipartimento di analisi della zecca in India e lo mandò a studiare chimica al Guy's Hospital e in seguito come apprendista presso Robert Bingley, direttore di saggio dei metalli alla Royal Mint di Londra (1818-1819).

## Carriera in India

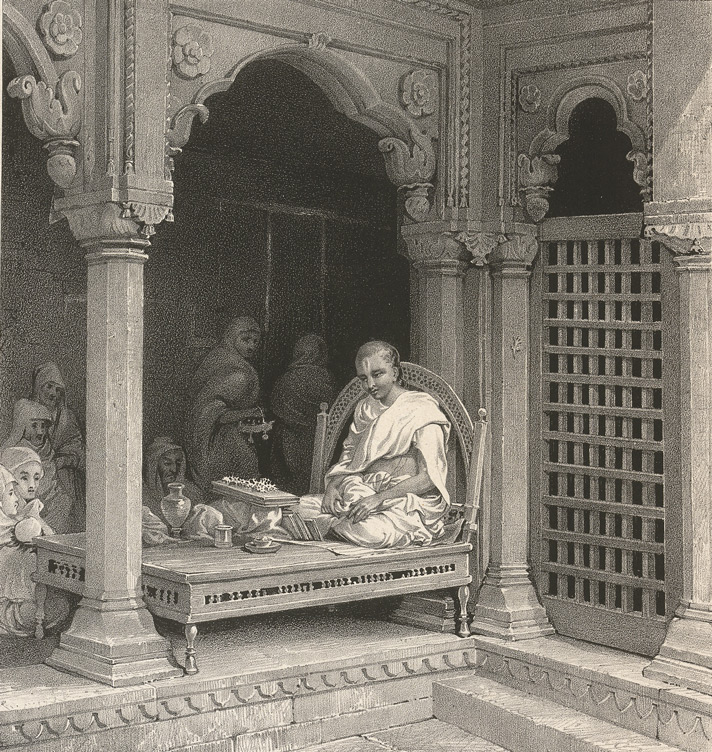
Tempio di Unn Poorna, Benares. Litografia di Prinsep (1835)

Prinsep trovò un posto di direttore di saggio presso la zecca di Calcutta e raggiunse la città indiana insieme a suo fratello Henry Thoby il 15 settembre 1819. Nel giro di un anno fu inviato dal suo superiore, l'eminente orientalista Horace Hayman Wilson, a lavorare come direttore di saggio alla zecca di Benares e vi rimase fino alla chiusura di quella zecca nel 1830. Quindi tornò a Calcutta come vice direttore e quando Wilson si dimise, nel 1832, fu nominato direttore (prevalendo sul candidato di Wilson per quella posizione, James Atkinson) presso la nuova zecca d'argento progettata in stile revival greco dal maggiore W.N. Forbes.
Il suo lavoro come direttore di saggio lo portò a condurre molti studi scientifici. Lavorò su mezzi per misurare accuratamente le alte temperature nei forni. La pubblicazione della sua tecnica nelle Philosophical Transactions della Royal Society di Londra, nel 1828, portò alla sua elezione a Fellow della Royal Society. Suggerì la possibilità di una misurazione pirometrica visiva utilizzando una serie calibrata di piastre di mica, nonché l'utilizzo dell'espansione termica del platino, ma riteneva che un approccio pratico fosse quello di utilizzare combinazioni calibrate di leghe di platino, oro e argento poste in una coppella o crogiolo e osservare la loro fusione. Descrisse anche un pirometro che misurava l'espansione di una piccola quantità d'aria contenuta in un bulbo d'oro. Nel 1833 chiese la riforma dei pesi e delle misure indiane e sostenne una monetazione uniforme basata sulla nuova rupia d'argento della Compagnia delle indie orientali. Elaborò anche una bilancia così sensibile da misurare tre millesimi di grano (≈0,19 mg).

### Architettura

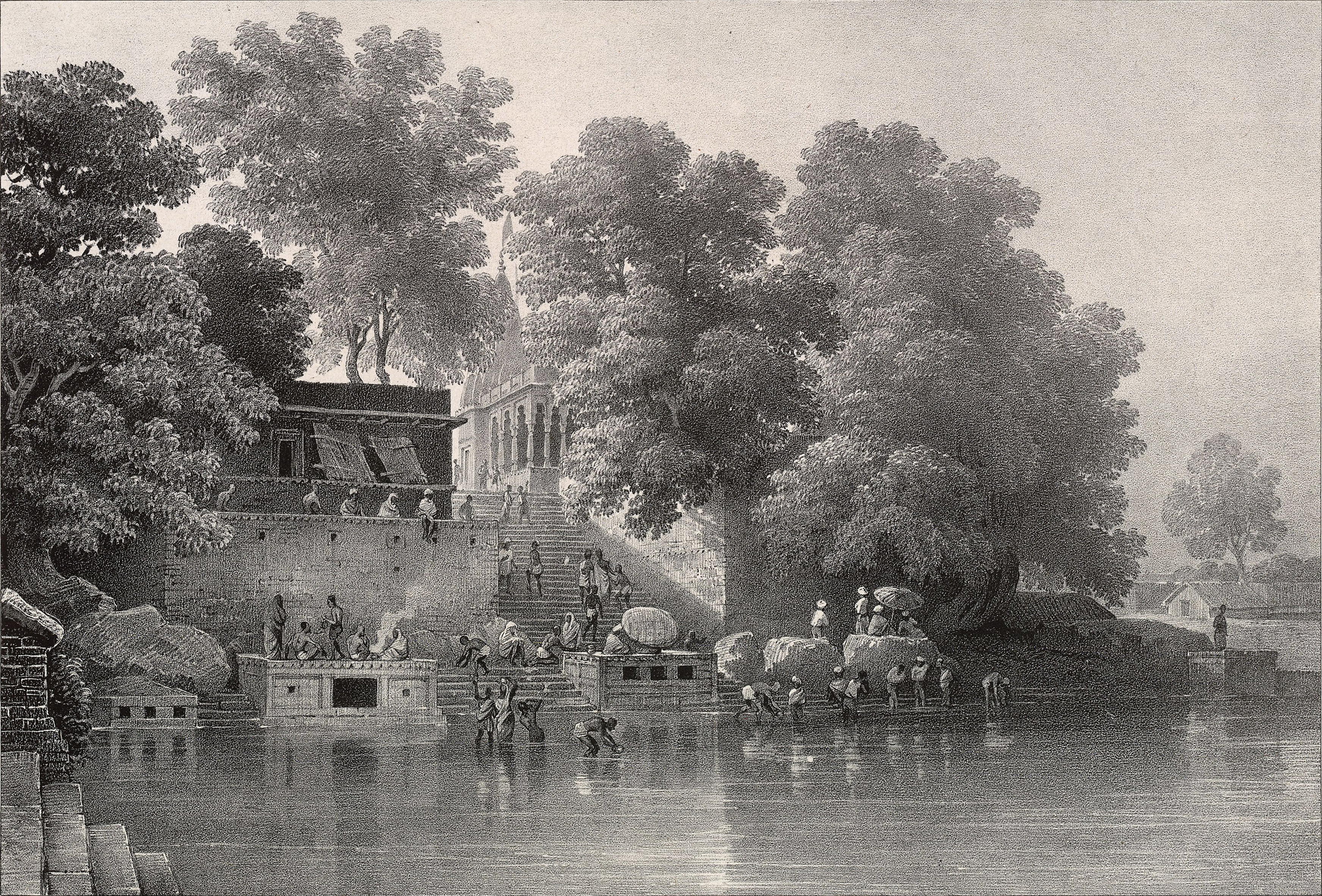
Litografia Kupuldhara Tulao, Benares di Prinsep (1834)

Continuò a interessarsi di architettura a Benares. Riacquistata la vista, studiò e illustrò l'architettura dei templi, progettò il nuovo edificio della zecca a Benares e una chiesa. Nel 1822 condusse un'indagine su Benares e produsse una mappa accurata alla scala da 8 pollici a un miglio. Questa mappa venne poi litografata in Inghilterra. Dipinse anche una serie di acquerelli di monumenti e feste a Benares che furono inviati a Londra nel 1829 e pubblicati tra il 1830 e il 1834 come Benares Illustrated, in a Series of Drawings. Collaborò a progettare un tunnel ad arco per drenare le pozze stagnanti e migliorare l'igiene delle aree densamente popolate di Benares e costruì un ponte di pietra sul fiume Karamansa. Collaborò al restauro dei minareti di Aurangzeb che erano ridotti in condizioni assai precarie. Quando si trasferì a Calcutta, si offrì di aiutare a completare un canale che era stato progettato da suo fratello Thomas ma lasciato incompleto dalla morte di quest'ultimo nel 1830. Il canale di Thomas collegava il fiume Hooghly con i rami del Gange più a est.

### Asiatic Society of Bengal

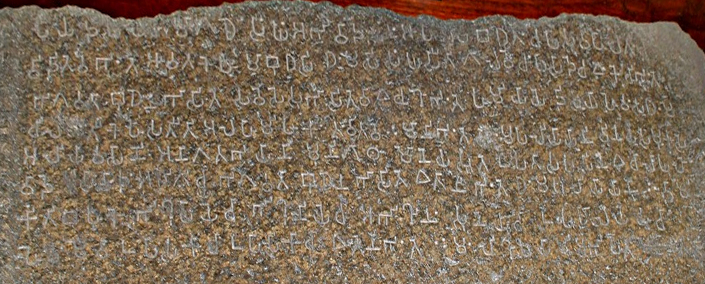
Iscrizione Bairat, su cui Prinsep lavorò per decifrare il Brahmi. In mostra nella Asiatic Society.

Nel 1829, il capitano James D. Herbert iniziò la pubblicazione di un periodico chiamato Gleanings in Science, ma fu assegnato come astronomo al re di Oudh nel 1830, lasciando il giornale alla direzione di James Prinsep, che ne era il principale collaboratore. Nel 1832 succedette a H.H. Wilson come segretario della Asiatic Society of Bengal e suggerì che la stessa assumesse il controllo di Gleanings in Science e producesse il Journal of the Asiatic Society. Prinsep divenne l'editore fondatore di questa rivista e contribuì con articoli su chimica, mineralogia, numismatica e sullo studio delle antichità indiane. Era anche molto interessato alla meteorologia e alla tabulazione delle osservazioni e all'analisi dei dati meteorologici provenienti da tutto il paese. Si occupò della taratura di strumenti per la misura dell'umidità e della pressione atmosferica. Continuò a curare la rivista fino alla sua malattia nel 1838 che lo portò a lasciare l'India e successivamente alla morte. Molte delle tavole del diario vennero illustrate da lui.

### Numismatico

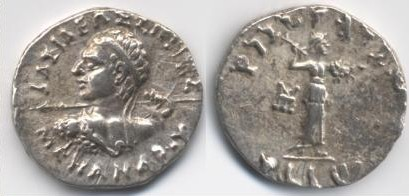
Prinsep usò monete indo-greche bilingue per decifrare l'alfabeto Kharoshthi. Iscrizioni sul recto e verso in alfabeto greco "Basileos Sotēros Menandroy" e Kharosthi "Maharaja Tratasa Menandrasa": "Del Re Salvatore Menander".

Le monete furono il primo interesse di Prinsep. Interpretò monete di Bactria e Kushan e della serie indiana, comprese quelle "segnate con un punzone" della serie Gupta. Suggerì che ci furono tre fasi; le monetazione al martello, la monetazione meccanica e la monetazione fusa. Riferì anche sulla monetazione indigena contrassegnata da un punzone notando che era più conosciuta nell'India orientale.

### Filologo della scrittura Brahmi

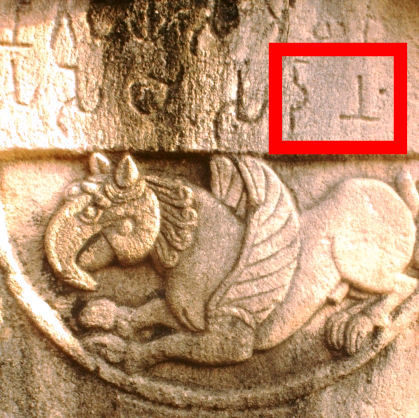
Si supponeva che le ultime due lettere alla fine di queste iscrizioni in Brahmi formassero la parola "dǎnam" (donazione), che appare alla fine della maggior parte delle iscrizioni nei monumenti buddisti presso Sanchi e Bharhut. Questa ipotesi ha permesso la decifrazione completa della scrittura Brahmi realizzata da James Prinsep nel 1837.

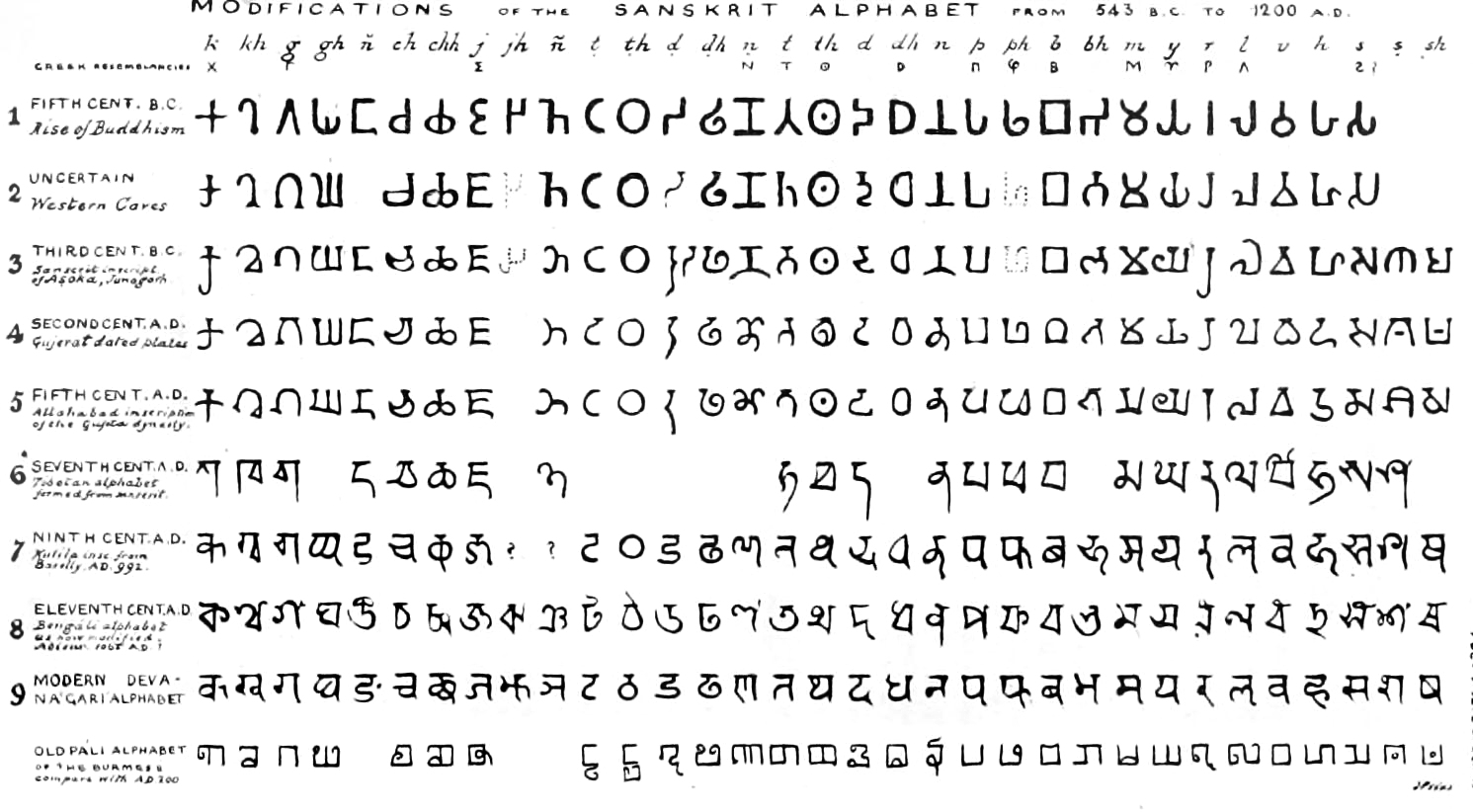
Consonanti dell'alfabeto Brahmi e loro evoluzione fino al moderno alfabeto devanagari, secondo James Prinsep, come pubblicato nel Journal of the Asiatic Society of Bengal, nel marzo 1838.

Come risultato del lavoro di Prinsep come redattore del giornale della Asiatic Society, ricevette monete e copie di iscrizioni da tutta l'India, per la decifrazione, traduzione e pubblicazione.
I primi tentativi riusciti di decifrare il Brahmi furono fatti nel 1836 dallo studioso norvegese Christian Lassen, che usò le monete bilingue greco-brahmi dei re indo-greci Agatocle di Battria e Pantaleone d'India per identificare correttamente diverse lettere Brahmi. Il compito fu poi portato a termine da Prinsep, che riuscì ad identificare il resto dei caratteri Brahmi, con l'aiuto di Alexander Cunningham.
In una serie di risultati che pubblicò tra il 1836 e il 1838 fu in grado di decifrare le iscrizioni sugli editti rupestri trovati in tutta l'India. Gli editti in caratteri Brahmi menzionavano un re Devanampriya Piyadasi che Prinsep inizialmente presumeva fosse un re dello Sri Lanka. Fu quindi in grado di associare questo titolo ad Ashoka sulla base della scrittura pali dello Sri Lanka comunicatagli da George Turnour. Queste scritte erano state trovate sui pilastri di Delhi e Allahabad e su iscrizioni rupestri da entrambi i lati dell'India, e anche dalla scrittura Kharosthi nelle monete e nelle iscrizioni del nord-ovest. L'idea di Corpus Inscriptionum Indicarum, una raccolta di epigrafi indiani, fu suggerita per la prima volta da Prinsep e il lavoro fu formalmente iniziato da Sir Alexander Cunningham nel 1877. I suoi studi sulle iscrizioni aiutarono a stabilire la data delle dinastie indiane sulla base di riferimenti ad Antioco e ad altri greci. La ricerca e la scrittura di Prinsep non si limitarono all'India ma approfondì anche la storia antica dell'Afghanistan, producendo diverse opere sui reperti archeologici di quel paese. Molte delle collezioni vennero inviate da Alexander Burnes. Dopo la morte di James, suo fratello Henry Thoby pubblicò nel 1844 un volume che esplorava il lavoro del numismatico sulle collezioni provenienti dall'Afghanistan.

### Altre attività
Artista e disegnatore di talento, Prinsep realizzò schizzi meticolosi di monumenti antichi, astronomia, strumenti, fossili e altri soggetti. Era anche molto interessato a capire il tempo. Progettò un barometro modificato che compensava automaticamente la temperatura. Manteneva registri meteorologici, oltre a fornire barometri ai volontari e riassumere graficamente i dati raccolti da altri. Condusse esperimenti su metodi pratici per prevenire la ruggine sulle superfici in ferro.

## Vita privata
Prinsep sposò Harriet Sophia Aubert, figlia maggiore del tenente colonnello Jeremiah Aubert (nipote di Alexander Aubert) dell'esercito del Bengala e di sua moglie Hannah, nella cattedrale di Calcutta il 25 aprile 1835. Ebbero una figlia Eliza, nel 1837, che sarebbe stata l'unica figlia a sopravvivere.
Nel 1839 fu eletto membro dell'American Philosophical Society.

## Morte ed eredità

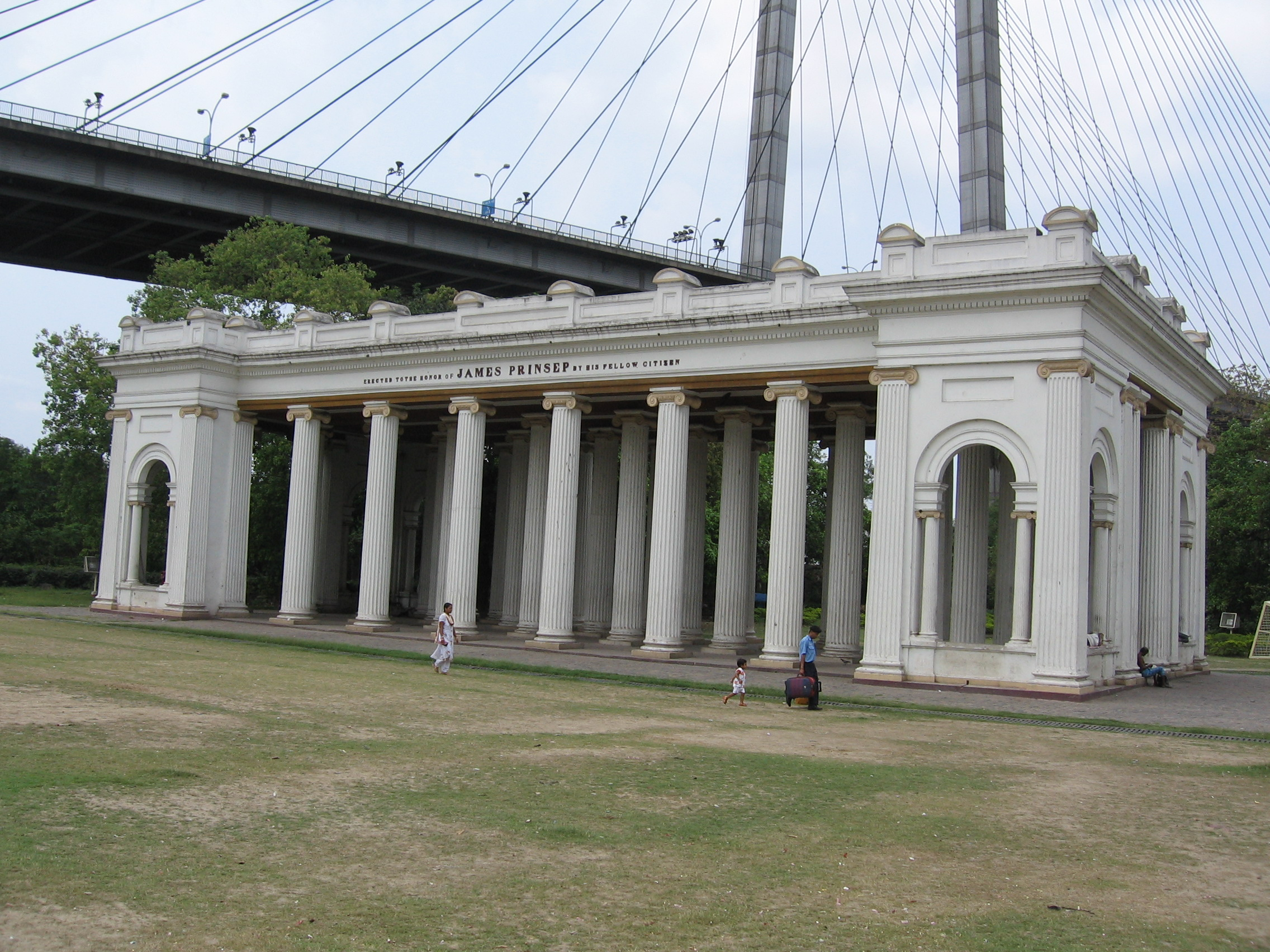
Prinsep Ghat a Calcutta

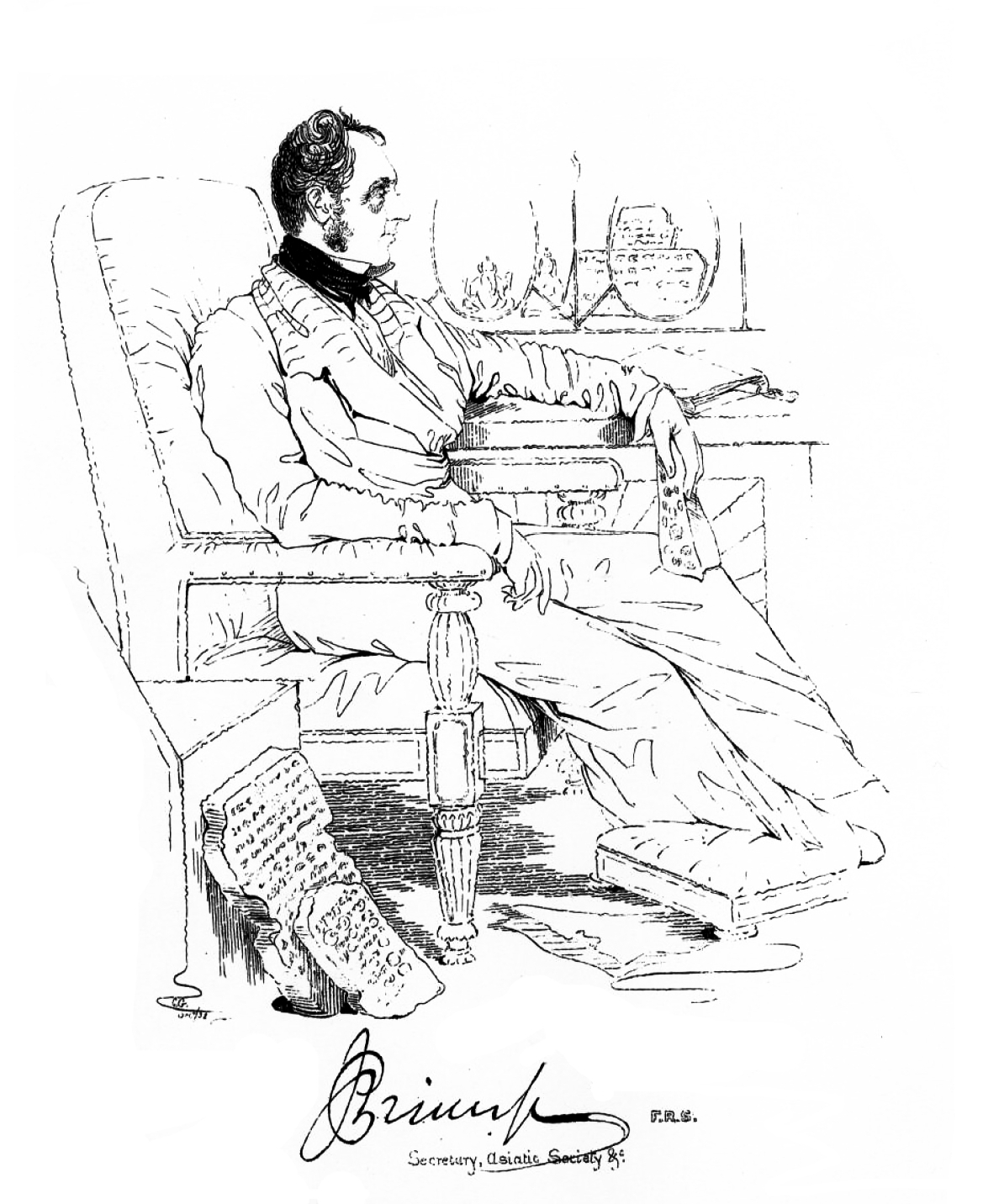
Ritratto di Colesworthey Grant (c. 1838)

Prinsep continuò a lavorare fino alla morte. Dal 1838 iniziò a soffrire di ricorrenti mal di testa e altre malattie. Inizialmente si pensava fosse un problema al fegato (bilioso), fu costretto ad abbandonare i suoi studi e partì per l'Inghilterra nel novembre 1838 a bordo dell'Herefordshire. Arrivò in Inghilterra in cattive condizioni e non si riprese. Morì il 22 aprile 1840 nella casa di sua sorella Sophia Haldimand al 31 di Belgrave Square di encefalomalacia.  Nel 1839 il botanico John Forbes Royle diede il suo nome a un genere di piante Prinsepia in segno di apprezzamento per il suo lavoro.
La notizia della sua morte raggiunse l'India e furono commissionati diversi memoriali. Un busto per la Asiatic Society doveva essere realizzato da Francis Chantrey ma fu terminato da Henry Weekes. I cittadini di Calcutta fecero erigere in sua memori il Prinsep Ghat, un portico palladiano sulla riva del fiume Hooghly, progettato da W. Fitzgerald nel 1843. Parte della sua collezione originale di monete antiche e manufatti del subcontinente indiano è ora al British Museum di Londra.